# الکساندر چیخونی
الکساندر چیخونی (لهستانی: Aleksander Cichoń؛ زادهٔ ۹ دسامبر ۱۹۵۸) کشتی‌گیر اهل لهستان بود.
وی در مسابقات کشوری و بین‌المللی در مجموع برندهٔ ۱ مدال برنز شده‌است.